# لي بينغ (لاعبة كرة يد)
لي بينغ (21 يناير 1980 - ) (بالصينية: 李兵) هي لاعبة كرة يد صينية. شاركت في بطولة العالم لكرة اليد للسيدات 2011 ‏ والألعاب الأولمبية الصيفية 2008 والألعاب الأولمبية الصيفية 2004.

## وصلات خارجية
- لي بينغ على موقع أوليمبيديا (الإنجليزية)
- لي بينغ على موقع اللجنة الأولمبية الصينية (الإنجليزية)